# Pape (Toronto Subway)

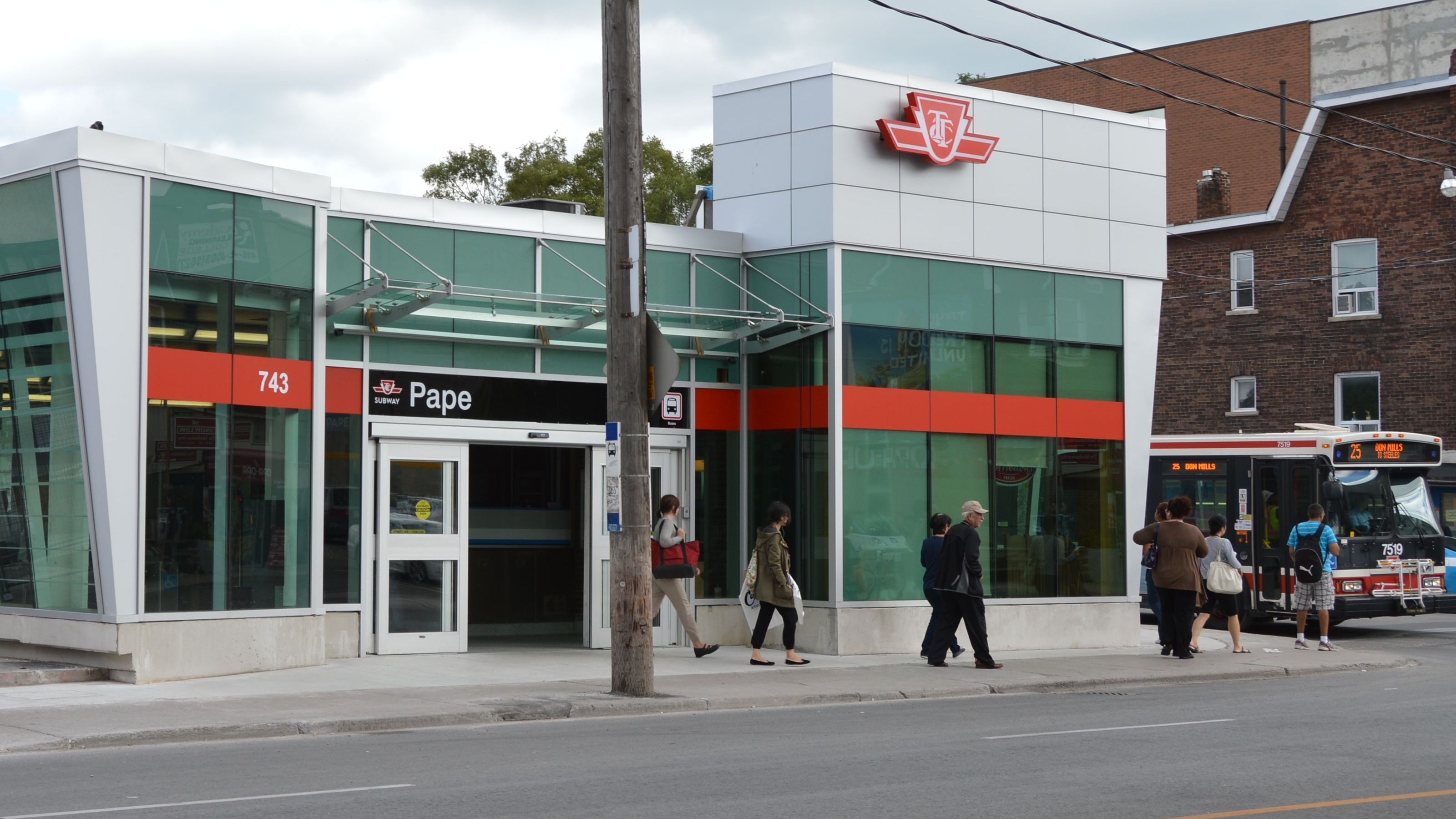
Eingang zur Station Pape

Pape ist eine unterirdische U-Bahn-Station in Toronto. Sie liegt an der Bloor-Danforth-Linie der Toronto Subway, an der Kreuzung von Danforth Avenue und Pape Avenue. Die Station besitzt Seitenbahnsteige und wird täglich von durchschnittlich 27.080 Fahrgästen genutzt (2018). Es bestehen Umsteigemöglichkeiten zu vier Buslinien der Toronto Transit Commission.
Die Eröffnung der Station erfolgte am 26. Februar 1966, zusammen mit dem Abschnitt Keele – Woodbine. Pape ist die erste Station der Bloor-Danforth-Linie, die im Rahmen eines Modernisierungsprogramms umfassend renoviert wurde. Die Arbeiten umfassten den Bau eines zweiten Zugangs zu den Bahnsteigen, die Installation von Aufzügen, künstlerische Gestaltung sowie Verbesserung von Sicherheit und Beleuchtung. Sie begannen im September 2009 und dauerten bis 2012.
Im Rahmen des Projekts Transit City war der Bau verschiedener Stadtbahnstrecken vorgesehen. Eine davon, die 17,6 km lange Don Mills LRT, hätte Pape mit der Station Don Mills an der Sheppard-Linie verbunden. Die Eröffnung war für das Jahr 2016 geplant, doch das Projekt wurde 2010 zurückgestellt. Im April 2019 kündigte die Regierung der Provinz Ontario konkrete Planungen für den Bau der Ontario-Linie an. Diese neue vollautomatische U-Bahn-Linie soll in der Station Pape die Bloor-Danforth-Linie in Süd-Nord-Richtung kreuzen. Als frühester Fertigstellungstermin wurde das Jahr 2027 genannt.